# 伊米胡貝爾山
46°51′16″N 7°26′36″E / 46.854319°N 7.44324°E
伊米胡貝爾山（Imihubel），是瑞士的山峰，位於該國中部，由伯恩州負責管轄，處於下穆勒恩附近，距離伯爾尼10公里，海拔高度966米，每年平均降雨量1,471毫米。